# ОРМ-12
ОРМ-12 — экспериментальный жидкостный ракетный двигатель. Разработан и создан в ГДЛ В. П. Глушко в 1932. Использовался для отработки элементов смешения жидких компонентов топлива и системы зажигания. Топливо — бензин, керосин. Окислитель — жидкий кислород, азотная кислота и растворы азотного тетраоксида в азотной кислоте. Форсунки центробежные с обратными клапанами. Зажигание — пиротехническое (от пороховой шашки).
Камера сгорания и сопло стальные, плакированы медью.